# 瑞士雇佣兵

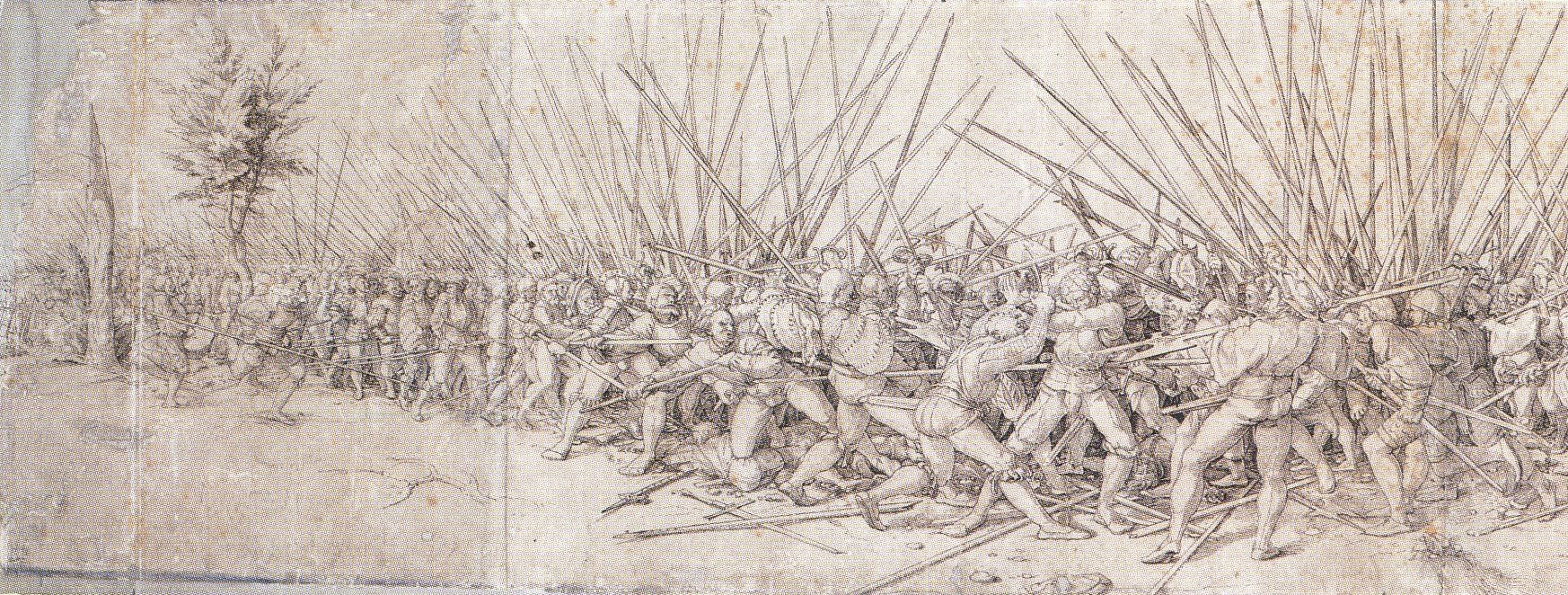
瑞士雇佣兵和德意志雇佣步兵在一次长枪缠斗中交手，
16世纪早期小汉斯·霍尔拜因作木版画。

瑞士雇佣兵（德語：Reisläufer）是欧洲近现代从中世纪晚期直到启蒙运动长期活跃在欧陆战场上的一类颇具盛名的雇佣军队之统称，而他们多来自于山脉中的瑞士联邦。作为灵活且可靠的主力步兵，他们装备长枪、戟和肉搏使用的短剑，在中世纪战场上依赖密集的步兵方阵能够有效抵御任何近战步兵的攻势。
在1474年至1477年勃艮第公国和旧瑞士邦联及其盟友之间爆发的勃艮第战争中，装备精良、补给充足的勃艮第公爵大胆查理的军队被一次次击溃，其本人更于1477年南锡战役中战死。因为他们在战场上卓越可靠的表现，瑞士雇佣兵的规模在文艺复兴时期达到了顶峰。随着火药武器的普及，长枪步兵在欧洲军队中被逐步淘汰，以致18、19世纪后完全没落。现存不多的瑞士雇佣兵主要服役于宗座下，称为宗座瑞士近卫队。
在莎士比亚的《哈姆雷特》第四幕第五景中，瑞士雇佣兵被称为“Switzers”（施维茨，瑞士国名之来源），而不是“Swiss”（瑞士人）。